# Djed
| R11 |

| R11 |

Pilon Djed

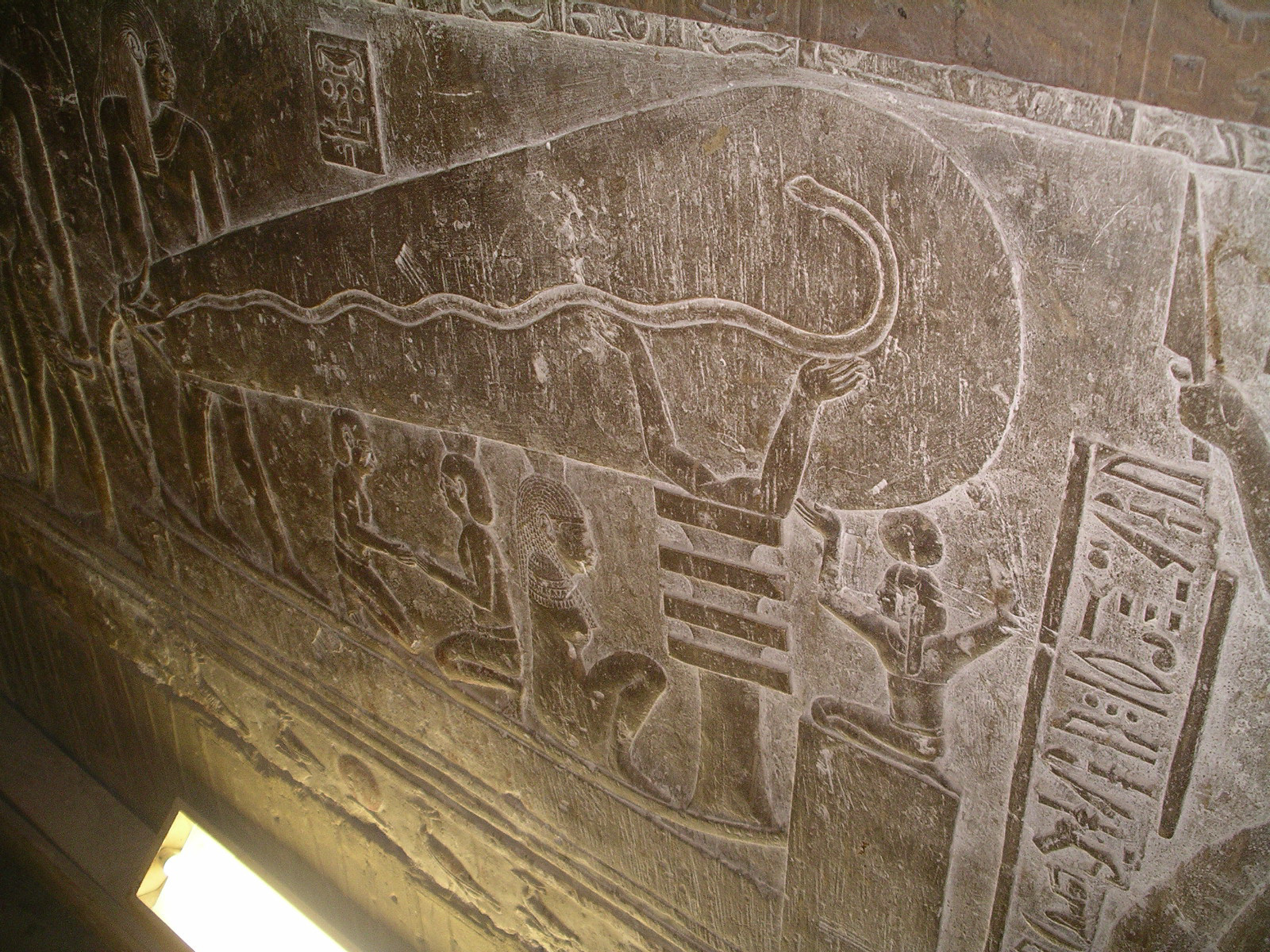
Un basorelief de la Dendera, în centru-dreapta se observă un Djed cu două brate umane care sprijină un șarpe într-o floare de lotus

Simbolul Djed (în coptă: ϫⲱⲧ jōt „stâlp”; pronunție: /dʒɛd/) este un pilon care reprezintă stabilitate.
Acest simbol a fost interpretat drept coloana vertebrală a zeul egiptean Osiris, în special sub forma sa de Banebdjedet (berbec). 